# Santa Caterina Albanese
Santa Caterina Albanese (på arberesjiska Picilia) är en arberesjbefolkad ort och kommun i provinsen Cosenza i Italien. Kommunen hade 1 198 invånare (2018).